# Sadove, Derajnea
Sadove (în ucraineană Садове) este un sat în așezarea urbană Vovkovînți din raionul Derajnea, regiunea Hmelnîțkîi, Ucraina.

## Demografie
Componența lingvistică a localității Sadove
     Ucraineană (98,72%)
     Alte limbi (0,85%)
Conform recensământului din 2001, majoritatea populației localității Sadove era vorbitoare de ucraineană (98,72%), existând în minoritate și vorbitori de alte limbi.